# Jun-San Chen

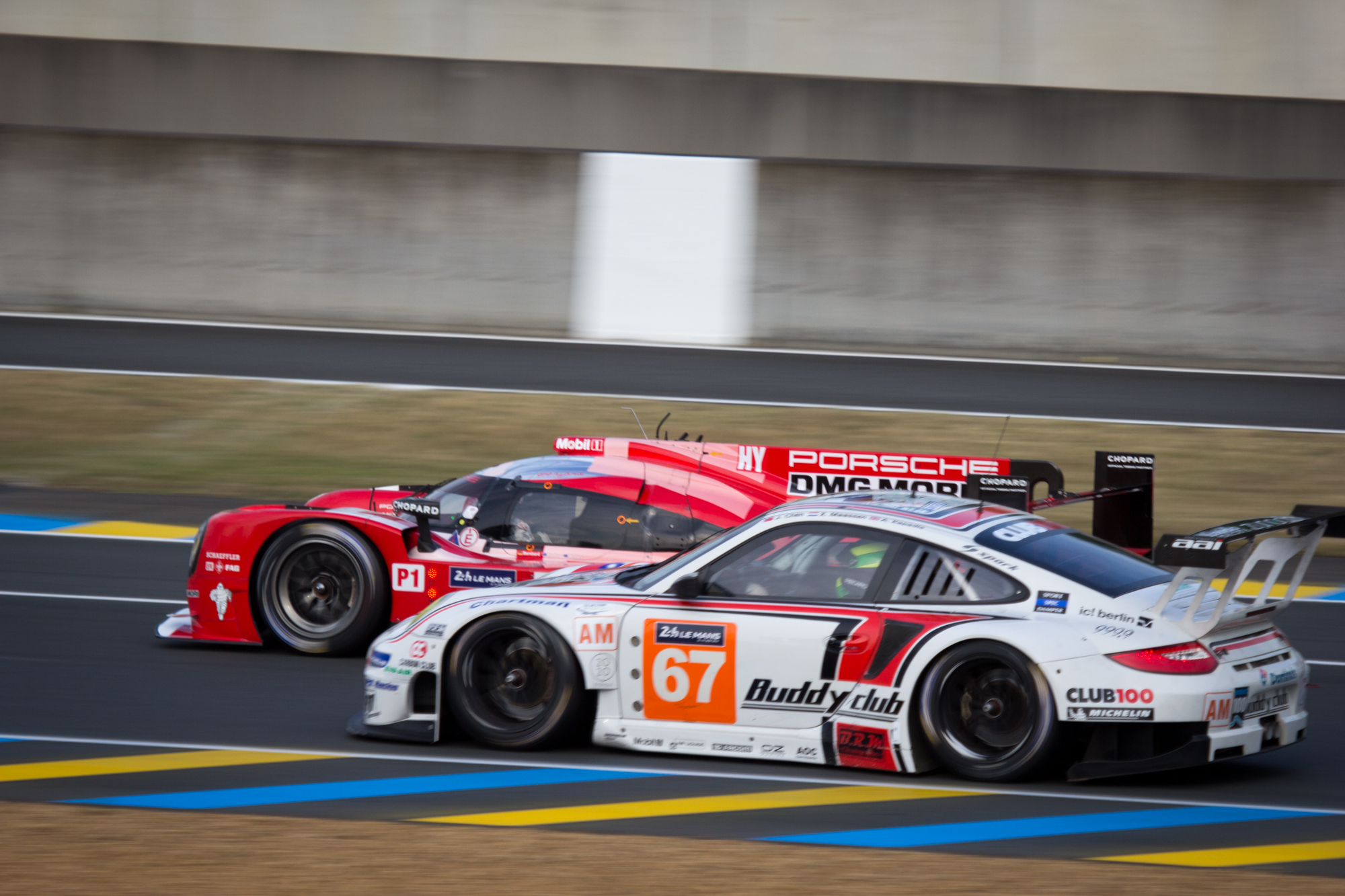
Der Porsche 911 GT3 RSR (vorne) von Xavier Maassen, Alex Kapadia und Jun-San Chen beim 24-Stunden-Rennen von Le Mans 2015

Jun-San Chen (* 21. Januar 1963 in Taipeh) ist ein taiwanischer Autorennfahrer und Rennstallbesitzer, sowie der ältere Bruder von Morris Chen. 

## Karriere als Rennstallbesitzer- und Rennfahrer
Jun-San Chen gründete 1991 den Rennstall Team AAI, in dem er erst als Teameigner und Teamchef, ab 2000 auch als Fahrer aktiv war. Das Team AAI meldete viele Jahre Rennwagen der Marken Honda und Toyota in der asiatischen Tourenwagen-Meisterschaft. Jun-San Chen begann dort seine Fahrerzeit und wurde bereits 2001 auf einem Toyota Altezza Dritter in der Division 1 dieser Meisterschaft. 2011 gewann er auf einem Honda Civic FN2 die Gesamtwertung dieser Meisterschaft.
2013 erfolgte mit dem Wechsel in die Asian Le Mans Series auch der Umstieg auf GT-Fahrzeuge von Porsche. Der Gesamtsieg in der GT-Klasse 2014 brachte Team und Fahrer eine Einladung zum 24-Stunden-Rennen von Le Mans 2015. Jun-San Chen bestritt das Langstreckenrennen gemeinsam mit Xavier Maassen und Alex Kapadia auf einem Porsche 911 GT3 RSR und erreichte den 37. Endrang. Den Gesamtsieg in der GT-Klasse der Asian Le Mans Series wiederholte er 2018, diesmal gemeinsam mit Jesse Krohn in einem BMW M6 GT3.

## Statistik

### Le-Mans-Ergebnisse
| Jahr | Team     | Fahrzeug            | Teamkollege    | Teamkollege  | Platzierung | Ausfallgrund |
| ---- | -------- | ------------------- | -------------- | ------------ | ----------- | ------------ |
| 2015 | Team AAI | Porsche 911 GT3 RSR | Xavier Maassen | Alex Kapadia | Rang 37     |              |

### Einzelergebnisse in der FIA-Langstrecken-Weltmeisterschaft
| Saison | Team     | Rennwagen       | 1   | 2   | 3   | 4   | 5   | 6   | 7   | 8   |
| ------ | -------- | --------------- | --- | --- | --- | --- | --- | --- | --- | --- |
| 2015   | Team AAI | Porsche 911 GT3 | SIL | SPA | LEM | NÜR | AUS | FUJ | SHA | BAH |
| 2015   | Team AAI | Porsche 911 GT3 | 37  |     |     |     |     |     |     |     |